# Angelo Acciaioli
Angelo Acciaioli (Angelus Acciaiuolus) (ur. 15 kwietnia 1349 we Florencji, zm. 31 maja 1408 w Pizie) – włoski kardynał okresu wielkiej schizmy zachodniej.

## Życiorys
3 grudnia 1375 został wybrany biskupem Rapallo, a 26 czerwca 1383 – arcybiskupem rodzinnej Florencji. Popierał rzymską obediencję w okresie Wielkiej Schizmy, w nagrodę za co papież Urban VI na konsystorzu 17 grudnia 1384 obdarzył go purpurą kardynalską, przyznając tytuł prezbitera San Lorenzo in Damaso. W 1385 zrezygnował z arcybiskupstwa florenckiego. Na konklawe 1389 był bliski wybrania na papieża, jednak wybór elektorów padł na Pietro Tomacellego jako Bonifacego IX. Acciaioli został jego bliskim współpracownikiem i konsekwentnie odrzucał wszelkie oferty mające na celu przeciągnięcie go na stronę obediencji awiniońskiej, broniąc słowem i pismem (Apologeticus contra transalpinos Senatores de Urbani VI electione) legalności wyboru Urbana VI i jego następców. W 1390 został legatem papieskim w Neapolu i opiekunem 13-letniego króla neapolitańskiego Władysława, którego koronował w Gaeta 29 maja 1390. Archidiakon kapituł katedralnych w Exeter i Canterbury od 1400. Legat papieski na Węgrzech w 1403, gdzie popierał roszczenia Władysława z Neapolu do tronu węgierskiego (5 sierpnia 1403 w Rab koronował go na króla Węgier). Po powrocie z legacji doprowadził do pojednania Bonifacego IX z rodem Orsini i zreformował opactwo benedyktyńskie S. Paolo fuori le mura w Rzymie. Uczestniczył w konklawe 1404. Nowy papież Innocenty VII mianował go archiprezbiterem bazyliki watykańskiej i kardynałem biskupem Ostia e Velletri. Wicekanclerz Świętego Kościoła Rzymskiego od 29 sierpnia 1405. Przewodniczył konklawe 1406. Zmarł w wieku 59 lat w Pizie. Krótko przed śmiercią wypowiedział posłuszeństwo papieżowi Grzegorzowi XII i poparł inicjatywę zwołania soboru z udziałem przedstawicieli obydwu obediencji. Jego szczątki spoczęły w klasztorze kartuzów we Florencji.